# Benito Fernández (político argentino)
Benito Fernández (Buenos Aires, 1919 - Uruguay, 1982) fue un abogado y político argentino.
Radicado en Chubut desde 1945, que fue elegido democráticamente como gobernador de la provincia del Chubut en 1973, siendo derrocado por la dictadura instalada en 1976. Detenido y obligado exiliarse en Uruguay ese mismo año, falleció en el exilio en 1982.

## Biografía
El peronismo fue dividido a las elecciones: por el Frente Justicialista de Liberación los candidatos fueron Benito Fernández y Arturo Campelo; por el Partido Revolucionario Cristiano fueron David Patricio Romero y Miguel Bolaños; y por el Partido Social Cristiano fue Hebe Corchuelo Blasco. En la primera vuelta resultó triunfante el FREJULI con el 29,7% de los votos, y el segundo lugar quedó en manos del Partido Acción Chubutense, cuyos candidatos eran Roque González y Osvaldo Williams; ambas listas compitieron en una segunda vuelta, en que la fórmula del FREJULI obtuvo el apoyo del resto de los peronistas, alcanzando el 55,7% y consagrando a Fernández para gobernador.
Fernández asumió el 25 de mayo; fueron sus ministros Julio César Moreno, Rubén Bambaci, José R. Rementería —partidario del grupo de Romero y Bolaños— y Roque Azzolina.
Durante su gestión comenzó a operar la gran fábrica de aluminio de Aluar en Puerto Madryn, que significó la explosión poblacional de la que hoy es la tercera ciudad en población de la provincia. También se inauguró el centró de esquí de La Hoya, cerca de Esquel.
Durante sus últimas semanas de mandato, Fernández fue elegido presidente del Congreso Provincial del PJ, enfrentado a dirigentes como César McCarthy, intendente de Trelew. Fernández fue derrocado unos días más tarde, el 24 de marzo de 1976, y arrestado por el oficial que ocupó el gobierno. En cuanto recuperó la libertad partió al exilio en el Uruguay, donde falleció.